# Драгослав Михајловић Канаринац
Драгослав Михајловић Канаринац (Луково, Сврљиг, 17. август 1945) српски и југословенски је певач народних песама.

## Биографија
Певач, текстописац, композитор, песник. Кантаутор истинске уметничке вредности. Његове композиције у духу етно звука, припадају лепом времену народне музике - времену када се музика певала и осећала.  Пример је да квалитет интерпретације није у снази и распону, него у лепоти, топлини и тачности извођења. Уз племените емоције, претакао је у песму душу и слике села. Родитељи су га учили лепом понашању и водили рачуна о његовом васпитању. Након завршене средње машинске школе, опчинио га је прелеп осећај када су га људи слушали уживо на нишком радију, те одлази на аудицију у Радио Београд где бива примљен. Почео је да наступа на фестивалима, где је освајао награде испред Лепе, Томе, Кваке, Сафета, Шабана... Остао је певач са највише солистичких концерата.
Ожењен је познатом певачицом народних песама Јасном Кочијашевић. 2018. године у Дому војске у Нишу, одржали су заједнички концерт поводом педесет година уметничког и стваралачког рада, где је објављена и публикација Беле ноте посвећена овом музичком пару од стране Удружења уметника града Ниша.
Песма Свадба, свадба обележила је његову каријеру и може да се каже да је лична карта овог музичара. Председник је Белих нота - удружења свих лиценцираних уметника. Бави се и писањем поезије.

## Фестивали
- 1969. Илиџа - Ја те волим, прва награда публике
- 1970. Београдско пролеће - Буди ми девојка, победничка песма и Златна детелина (Вече народне музике)
- 1970. Илиџа - Нека сузе кажу све
- 1971. Врњачка Бања - Јасмина / Цакана
- 1978. Хит парада - Цика, цака (дует са Јасном Кочијашевић)
- 1980. Хит парада - Јело, Јело јагње бело
- 1981. Хит парада - Љубав, то смо ти и ја
- 1983. Хит парада - Гори ноћ
- 1984. МЕСАМ - Буди ми девојка
- 2019. Лира, Београд - Награда за изузетна и незаборавна вокална извођења